# Alfredo de Zavala y Lafora
Alfredo de Zavala y Lafora (Madrid, 1893 – Madrid, 7 de marzo de 1995) fue un abogado del Estado y político español. Gobernador del Banco de España entre 1934 y 1936, también fue ministro de Hacienda por poco tiempo. 

## Biografía
Hijo del abogado, político y magistrado del Tribunal Supremo Alfredo de Zavala y Camps, nació en Madrid en 1893. Contrajo matrimonio con Milagros Richi y Álvarez († Madrid, 21 de noviembre de 1987).
Militante del Partido Republicano Progresista, fue nombrado gobernador del Banco de España y ocupó el cargo entre marzo de 1934 y abril de 1935 y, posteriormente, entre mayo de 1935 y febrero de 1936. En el periodo intermedio entre mandatos como Gobernador del Banco de España, de Zavala y Lafora ocupó la cartera de ministro de Hacienda en el gobierno presidido por Alejandro Lerroux desde el 3 de abril hasta el 6 de mayo de 1935. Su firma llegó a salir en los billetes de 5, 10, 50, 100 y 500 pesetas.
Falleció el 7 de marzo de 1995, con 101 años de edad, en Madrid.